# Корцово (бывшее Пригородное сельское поселение, Ивановская область)
Корцово — деревня в Родниковском районе Ивановской области. Входит в состав Филисовского сельского поселения.

## География
Находится в центральной части Ивановской области на расстоянии приблизительно 4 км на запад-юго-запад по прямой от районного центра города Родники.

## История
В 1872 году здесь (тогда деревня Нерехтского уезда Костромской губернии) было учтено 27 дворов, в 1907 году — 23.

## Население
Постоянное население составляло 124 человека (1872 год), 153 (1897), 138 (1907), 3 в 2002 году (русские 100 %), 3 в 2010.